# 莫农加希拉国家森林
莫农加希拉国家森林（英語：Monongahela National Forest）是美国西弗吉尼亚州的一座国家森林，位于阿勒格尼山脉以东。

### 引文
1. ↑   (PDF). Monongahela National Forest. September 2006  [2009-01-19]. （原始内容存档 (PDF)于2009-01-19）.
2. ↑   (PDF). U.S. Forest Service. January 2012  [June 30, 2012]. （原始内容存档 (PDF)于2013-01-16）.
3. ↑  . Monongahela National Forest.   [April 13, 2010]. （原始内容存档于2012-08-13）.

### 其他来源
- 马金,C.R.(1970), 莫农加希拉的国家森林历史中，未发表的手稿，可在莫农加希拉的国家森林办公室， 埃尔金斯，西弗吉尼亚州.
- de Hart,艾伦和布鲁Sundquist(2006年)、 莫农加希拉的国家森林里徒步旅行指南，第8版， 西弗吉尼亚高原的保护, Charleston的，西弗吉尼亚州.
- Berman,Gillian梅斯梅丽莎康利-Spencer,Barbara J.豪尔和夏琳用(1992年)、 莫农加希拉的国家森林：1915-1990,Morgantown、西弗吉尼亚州：西弗吉尼亚公众的历史记录的程序；为联合国森林服务：莫农加希拉的国家森林。 (March1992)
- DeMeo，汤姆和Julie康坎农(1996年)，"在星期一：图像和物质在西弗吉尼亚州的国家森林"的， 内心的声音，第一卷。 8时，问题1,January/February.
- 曼德尼(1977年)， 经验教训，从莫农加希拉的经验，美国农业部、森林服务。
- 这篇文章中包含的信息，最初来自美国政府出版物和网站，并在公共领域。